# Jack Swagger
Jacob „Jake“ Hager (* 24. März 1982 in Perry, Oklahoma), bekannt unter seinen Ringnamen Jack Swagger und Jake Hager, ist ein US-amerikanischer Wrestler und MMA-Kämpfer.
Hager stand von 2008 bis 2017 bei WWE unter Vertrag. Vor seinem Debüt in der Wrestlingshow ECW war er in der WWE-eigenen Aufbauliga Florida Championship Wrestling tätig, wo er der letzte Southern World Heavyweight Champion sowie der erste World Heavyweight Champion war. Er ist fünffacher World Champion.
Hager gewann die ECW Championship, FCW World Heavyweight Championship, Lucha Underground Championship, FCW Southern World Heavyweight Championship und die World Heavyweight Championship. 2019 debütierte er bei AEW (All Elite Wrestling).

## Wrestling-Karriere

### World Wrestling Entertainment (2006–2017)
Am 9. September 2006 debütierte Hager als Jake Hager bei Deep South Wrestling gegen Ray Geezy, der später auch bei der WWE auftrat. Hager kämpfte auch gegen MVP.
Am 6. Januar 2007 debütierte er bei Ohio Valley Wrestling. Dort bestritt er sein letztes Match am 6. Juli 2007.
Anschließend ging es ab August 2007 weiter zu Florida Championship Wrestling. Dort traf er auch auf viele heutige WWE-Superstars, z. B.: Ted DiBiase, Kofi Kingston und Sheamus. Am 15. Februar wurde er FCW Florida Heavyweight Champion. Den Titel musste er aber am 18. September an Sheamus abgeben.

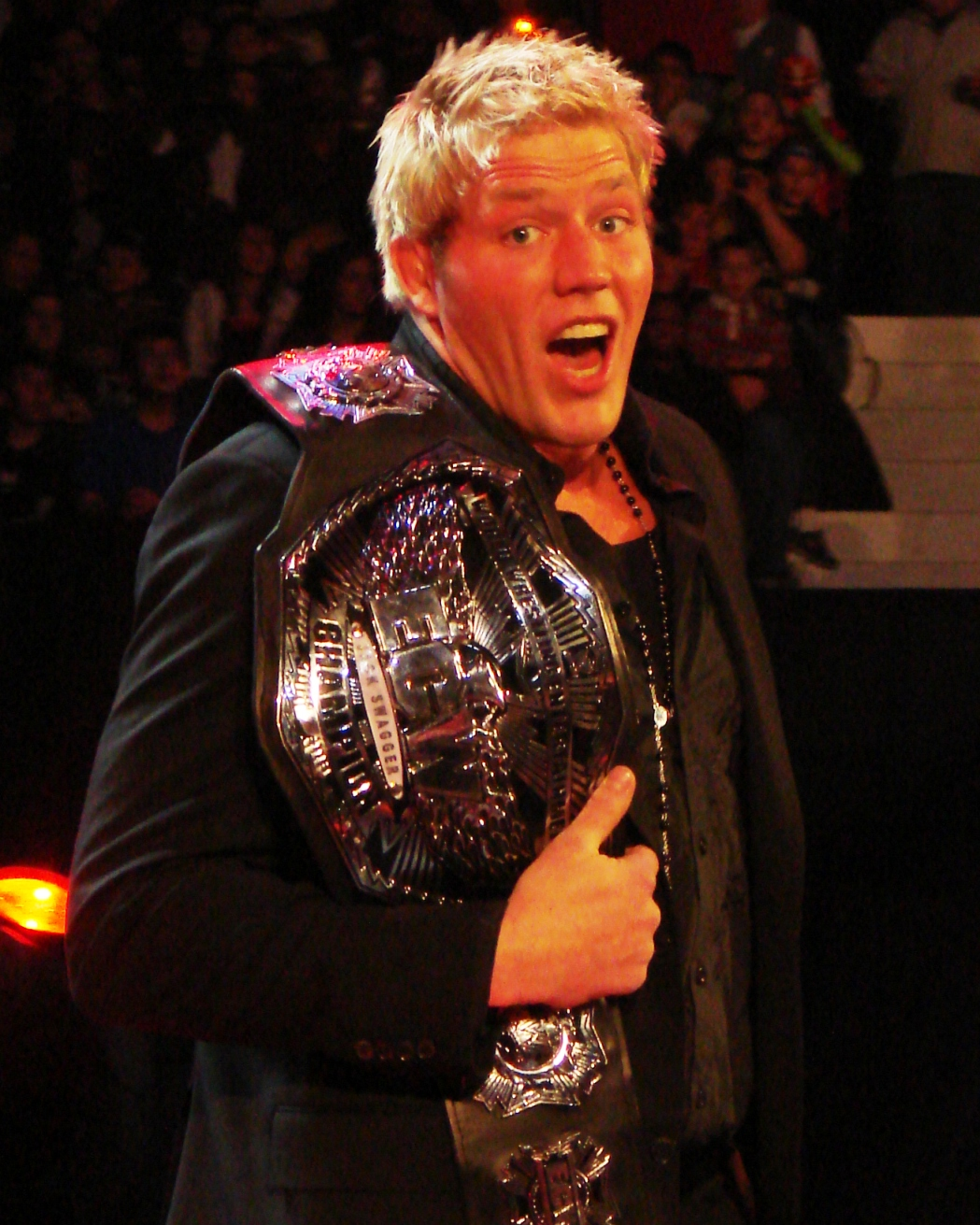
Hager als ECW Champion 2009.

Am 18. August 2008 gab er sein WWE-Debüt gegen William Regal, als er gegen diesen in einem Dark Match bei RAW verlor.
Am 9. September 2008 bestritt er sein erstes Match bei ECW und besiegte einen Wrestler aus dem Veranstaltungsort. Kurz darauf startete er eine Fehde gegen Tommy Dreamer, die er dominieren durfte. Danach begann er eine Fehde gegen Matt Hardy um die ECW Championship. Am 12. Januar 2009 durfte Hager Matt Hardy besiegen, um seinen ersten Titel in der WWE zu gewinnen. Seine Serie, unbesiegt in Einzelmatches zu sein, endete am 3. Februar 2009, als er gegen Finlay in einem Non-Title-Match verlor. Es folgte eine Fehde gegen den zur WWE zurückgekehrten Christian. Nach 104 Tagen Regentschaft als ECW Champion musste er den Titel an Christian bei Backlash am 26. April 2009 abgeben.
Am 29. Juni 2009 wechselte Hager zur Montagsendung RAW. Bei WrestleMania XXVI durfte er das Money in the Bank Ladder Match gewinnen, was ihm innerhalb eines Jahres laut Storyline zu jedem beliebigen Zeitpunkt ein Titelmatch einbringt.
Bereits 2 Tage später löste Hager den Koffer, bei den TV Aufzeichnungen zu SmackDown, ein und durfte mit einem Sieg über Chris Jericho die World Heavyweight Championship erringen. Dadurch wechselte er zum SmackDown-Roster. Am 21. Juni 2010 musste er seinen Titel beim PPV Fatal 4-Way in einem gleichnamigen Match an Rey Mysterio abgeben, in dem auch Big Show und CM Punk beteiligt waren.
Im Zuge des WWE Draft am 26. April 2011 wechselte Hager zurück zu RAW.
Am 16. Januar 2012 gewann er bei RAW den WWE United States Championtitel von Zack Ryder. Den Titel verlor er am 5. März 2012 bei RAW an Santino Marella.
Nach fünf Monaten Pause kehrte Hager im Februar 2013 samt seinem neuen Manager Zeb Colter zurück und fehdete im Gimmick eines Real American gegen den damaligen World Heavyweight Champion Alberto Del Rio. In der Zeit von Juli 2013 bis April 2014 bildete er mit Antonio Cesaro, unter der Anleitung von Colter, das Tag-Team der Real Americans. Nach Auflösung des Teams im April 2014 fehdete Hager unter anderem gegen Rusev.
Anfang März 2017 teilte Hager mit, dass er die WWE um eine vorzeitige Entlassung aus seinem Vertrag gebeten habe. Grund dafür sei seine Unzufriedenheit mit der Einsetzung seiner Person in den Shows. Am 13. März 2017 kam die WWE Hagers Wunsch nach, sodass er nicht mehr dort unter Vertrag steht.

### All Elite Wrestling (seit 2019)
In der ersten Episode von All Elite Wrestlings TV-Show AEW Dynamite am 2. Oktober 2019 griff Hager unter dem Ringnamen Jake Hager nach dem Six-Man-Tag-Team-Match zwischen Chris Jericho, Santana & Ortiz und Kenny Omega & The Young Bucks ein. Er ergriff Partei für Jericho, Santana, Ortiz und Sammy Guevera und trat deren Stable The Inner Circle bei.

## Mixed-Martial-Arts Karriere
Am 13. November 2017 gab Hager bekannt, dass er bei Bellator MMA unterschrieben hatte, um als Teil ihrer Schwergewichts Division zu kämpfen. Hager gewann sein Debüt gegen J.W. Kiser bei Bellator 214 durch Aufgabe in der ersten Runde.
MMA-Statistik
| Ergebnis | Profi-Rekord | Gegner     | Datum           | Veranstaltung | Methode                      | Runde | Zeit |
| -------- | ------------ | ---------- | --------------- | ------------- | ---------------------------- | ----- | ---- |
| Sieg     | 1–0          | J.W. Kiser | 26. Januar 2019 | Bellator 214  | Aufgabe (Arm-Triangle Choke) | 1     | 2:09 |
| Sieg     | 2–0          | TJ Jones   | 11. Mai 2019    | Bellator 221  | Aufgabe (Arm-Triangle Choke) | 1     | 2:36 |

## Wrestling-Erfolge
WWE

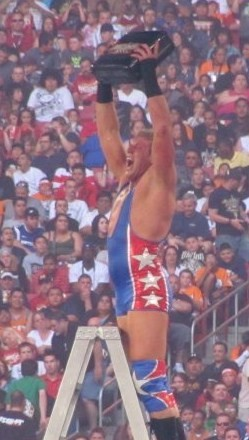
Hager gewann den Money in the Bank-Koffer beim WrestleMania XXVI Event 2010.

- World Heavyweight Championship (1×)
- ECW Championship (1×)
- WWE United States Championship (1×)
- Money in the Bank (2010)

Florida Championship Wrestling
- FCW Florida Heavyweight Championship (1×)
- FCW Southern Heavyweight Championship (1×)

Lucha Underground
- Lucha Underground Championship (1×)
- Lucha Underground Gift of the Gods Championship (1×)

## Erfolge als Ringer
National Collegiate Athletic Association
- 2006 Collegiate All-American
- University of Oklahoma single-season record for most pins in the 285 pounds (129 kg) weight class